# Gigi Gryce and the Jazz Lab Quintet
| Recensione | Giudizio |
| ---------- | -------- |
| AllMusic   |          |

Gigi Gryce and the Jazz Lab Quintet è un album a nome di Gigi Gryce and the Jazz Lab Quintet, pubblicato dalla casa discografica Riverside Records nel luglio del 1957.

## Tracce

### LP
Lato A
1. Love for Sale – 7:59 (Cole Porter) – Registrato il 27 febbraio 1957
2. Geraldine – 5:34 (musica: Wade Legge) – Registrato il 27 febbraio 1957
3. Minority – 6:26 (musica: Gigi Gryce) – Registrato il 27 febbraio 1957

Lato B
1. Zing Went the Strings of My Heart – 5:59 (James F. Hanley) – Registrato il 7 marzo 1957
2. Straight Ahead – 9:29 (musica: Lee Sears) – Registrato il 7 marzo 1957
3. Wake Up! – 4:37 (musica: Lee Sears) – Registrato il 7 marzo 1957

- Durata brani (non accreditati sull'album originale) ricavati dal CD pubblicato nel 1991 dalla Original Jazz Classics (OJCCD-1774-2)

## Musicisti
- Gigi Gryce – sassofono alto
- Donald Byrd – tromba
- Wade Legge – pianoforte
- Wendell Marshall – contrabbasso
- Art Taylor – batteria

Note aggiuntive
- Orrin Keepnews – produttore, note retrocopertina album originale
- Registrazioni effettuate al Reeves Sound Studios di New York City, New York (Stati Uniti)
- Jack Higgins – ingegnere delle registrazioni
- Paul Weller – foto copertina album originale
- Paul Bacon – design copertina album originale [4]